# Elspar
Elspar är en fackhandelskedja i elbranschen, bestående av fler än 97 butiker över hela Sverige. Svenska Elspar finns i Täby. Företaget är ett dotterbolag till EEL AB som även vitvarukedjorna Elon, Elkedjan, Hemmabutikerna och Hemexperten ingår i.